# 22203 Prothoenor
22203 Prothoenor este o planetă minoră (asteroid), cu un diametru de 24,605 km, din Asteroid troian al lui Jupiter. A fost descoperită pe 24 septembrie 1960 la Observatorul Palomar de Cornelis Johannes van Houten. 
Obiectul prezintă o orbită caracterizată de o semiaxă mare de 5,1982326 UAi, o excentricitate de 0,102, o înclinație de 1,38059 ° în raport cu ecliptica.